# Caborca (kommun i Mexiko)
Caborca är en kommun i Mexiko.   Den ligger i delstaten Sonora, i den nordvästra delen av landet, 1 800 km nordväst om huvudstaden Mexico City. Antalet invånare är 81 309. Arean är 10 722 kvadratkilometer.
Terrängen i Caborca är kuperad åt nordost, men åt sydväst är den platt.
Följande samhällen finns i Caborca:
- Heroica Caborca
- Plutarco Elías Calles
- El Diamante
- Siempre Viva
- Poblado San Felipe
- Adolfo Oribe de Alva
- La Almita
- Viñedo Viva
- La Alameda
- José María Morelos
- 15 de Septiembre
- Santa Eduwiges
- Ures
- Poblado Cerro Blanco
- El Parral
- La Primavera
- Yaqui Justiciero
- La Mochomera
- San Isidro
- Lázaro Cárdenas
- Salomón Quihuis
- El Puebla
- Los Sapos
- México Sesenta y Ocho
- Altar de Pimas
- El Sinsoncito